# Lotto Belgium Tour 2018
De Lotto Belgium Tour of Ronde van België voor vrouwen 2018 was de zevende editie van deze rittenkoers die van 4 tot 7 september werd verreden. De ronde ging van start met een proloog in Nieuwpoort en finishte met een etappe over de Muur van Geraardsbergen. Titelverdedigster was de Nederlandse Anouska Koster. Deze editie werd gewonnen door de Duitse Liane Lippert. Lotte Kopecky was de beste Belgische op de derde plek.

## Deelnemende ploegen
| UCI-teams               | Clubteams             | Nationale selecties |
| ----------------------- | --------------------- | ------------------- |
| Doltcini-Van Eyck Sport | Autoglas Wetteren     | Duitsland           |
| Experza-Footlogix       | Bianchi Dama          | Noorwegen           |
| Health Mate-Cyclelive   | Equano-Wase Zon       |                     |
| Lotto Soudal Ladies     | Isorex                |                     |
| Movistar Team           | Jan van Arckel        |                     |
| Parkhotel Valkenburg    | Jos Feron Lady Force  |                     |
| Team Tibco              | Keukens Redant        |                     |
| Waowdeals               | Remax                 |                     |
| Wiggle High5            | Restore               |                     |
| WNT-Rotor               | De sprinters Malderen |                     |
| Sopela Women's Team     |                       |                     |

## Etappe-overzicht
| etappe | datum       | start          | finish         | profiel    | afstand  | winnaar         | klassementsleider |
| ------ | ----------- | -------------- | -------------- | ---------- | -------- | --------------- | ----------------- |
| P.     | 4 september | Nieuwpoort     | Nieuwpoort     | Proloog    | 3,66 km  | Aude Biannic    | Aude Biannic      |
| 1e     | 5 september | Moorslede      | Dadizele       | Vlakke rit | 119,3 km | Lotte Kopecky   | Lotte Kopecky     |
| 2e     | 6 september | Herselt        | Herselt        | Vlakke rit | 109,9 km | Jeanne Korevaar | Lotte Kopecky     |
| 3e     | 7 september | Geraardsbergen | Geraardsbergen | Heuvelrit  | 115,8 km | Liane Lippert   | Liane Lippert     |

## Klassementenverloop
De gouden trui wordt uitgereikt aan de rijdster met de laagste totaaltijd.
 De groene trui wordt uitgereikt aan de rijdster met de meeste punten van de etappefinishes.
 De bolletjestrui wordt uitgereikt aan de rijdster met de meeste behaalde punten uit bergtop passages.
 De gele jongerentrui wordt uitgereikt aan de eerste rijdster tot 23 jaar in het algemeen klassement.
 De zwarte trui wordt uitgereikt aan de eerste Belgische rijdster in het algemeen klassement.
| Etappe           | Winnaar          | Algemeen klassement | Puntenklassement | Bergklassement      | Beste jongere | Beste Belgische | Ploegenklassement |
| ---------------- | ---------------- | ------------------- | ---------------- | ------------------- | ------------- | --------------- | ----------------- |
| Proloog          | Aude Biannic     | Aude Biannic        | Aude Biannic     | niet uitgereikt     | Liane Lippert | Lotte Kopecky   | Waowdeals         |
| 1                | Lotte Kopecky    | Lotte Kopecky       | Lotte Kopecky    | Kelly Van den Steen | Liane Lippert | Lotte Kopecky   | Waowdeals         |
| 2                | Jeanne Korevaar  | Lotte Kopecky       | Lotte Kopecky    | Kelly Van den Steen | Liane Lippert | Lotte Kopecky   | Waowdeals         |
| 3                | Liane Lippert    | Liane Lippert       | Lotte Kopecky    | Kelly Van den Steen | Liane Lippert | Lotte Kopecky   | Waowdeals         |
| Eindklassementen | Eindklassementen | Liane Lippert       | Lotte Kopecky    | Kelly Van den Steen | Liane Lippert | Lotte Kopecky   | Waowdeals         |